# Omar Daf
Omar Daf (Dakar, 12 febbraio 1977) è un allenatore di calcio ed ex calciatore senegalese con passaporto francese, di ruolo difensore, tecnico dell'Amiens.

## Carriera

### Giocatore

#### Nazionale
L'allenatore della Nazionale di calcio senegalese, Bruno Metsu, lo ha convocato al Mondiale di calcio nippo-coreano disputato nel 2002.

### Allenatore
Il 25 novembre 2018 diviene allenatore del Sochaux in sostituzione di José Manuel Aira..

## Palmarès

### Giocatore
- Coppa di Lega francese: 1

Sochaux: 2003-2004
- Coppa di Francia: 1

Sochaux: 2006-2007